# Xyston

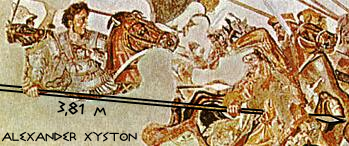
Xyston empuñado por Alejandro Magno en el mosaico de la batalla de Issos

Un xyston (en griego ξυστόν ‘pica, lanza, jabalina’) era un tipo de lanza de la Antigua Grecia. Medía de 3,5 a 4,25 m y probablemente era asida por el jinete con ambas manos. Tenía un eje de madera tradicional y punta metálica, con un extremo estrecho. El xyston es mencionado generalmente en el contexto de los hetairoi (griego antiguo Ἑταῖροι) o «Compañeros», las fuerzas de caballería de la antigua Macedonia. Tras la muerte de Alejandro Magno, los hetairoi fueron llamados xystophoroi (griego antiguo ξυστοφόροι, xystóforos en singular, literalmente «portadores de xyston»). En la obra griega La guerra de los judíos, el historiador judío Flavio Josefo usa el término xyston para describir la jabalina arrojadiza romana, el pilum.
El xyston era empuñado por debajo o por encima de la cabeza; presumiblemente era una preferencia personal. 